# 0-те години пр.н.е.
0-те години преди новата ера са десетото десетилетие на I век пр.н.е., обхващащо периода от 1 януари 9 г. пр.н.е. до 31 декември 1 г. пр.н.е.